# Pierriá Henry
Pierriá Henry (South Charleston, 20 gennaio 1993) è un cestista statunitense naturalizzato senegalese.

## Carriera
Con il Senegal ha disputato Campionati africani del 2021. È stato squalificato per 4 anni per doping a febbraio 2024 (controllo risalente a gennaio 2023), fino a gennaio 2027.

## Statistiche

### College
| Anno      | Squadra         | PG  | PT  | MP   | TC%  | 3P%  | TL%  | RP  | AP  | PRP | SP  | PP   |
| --------- | --------------- | --- | --- | ---- | ---- | ---- | ---- | --- | --- | --- | --- | ---- |
| 2011-2012 | Charlotte 49ers | 28  | 28  | 30,2 | 41,2 | 32,6 | 54,8 | 3,6 | 3,4 | 2,6 | 0,4 | 7,2  |
| 2012-2013 | Charlotte 49ers | 33  | 32  | 32,9 | 43,3 | 19,6 | 70,6 | 5,5 | 3,7 | 2,5 | 0,6 | 10,3 |
| 2013-2014 | Charlotte 49ers | 30  | 28  | 33,8 | 40,9 | 31,6 | 70,5 | 5,1 | 5,8 | 2,1 | 0,7 | 12,3 |
| 2014-2015 | Charlotte 49ers | 32  | 30  | 31,3 | 40,2 | 27,6 | 79,3 | 5,2 | 5,4 | 2,4 | 0,7 | 10,2 |
| Carriera  | Carriera        | 123 | 118 | 32,1 | 41,4 | 28,2 | 69,6 | 4,9 | 4,6 | 2,4 | 0,6 | 10,1 |

### Eurolega
| Anno      | Squadra        | PG  | PT | MP   | TC%  | 3P%  | TL%  | RP  | AP  | PRP  | SP  | PP   |
| --------- | -------------- | --- | -- | ---- | ---- | ---- | ---- | --- | --- | ---- | --- | ---- |
| 2019-2020 | Saski Baskonia | 25  | 18 | 24,7 | 41,2 | 29,5 | 72,9 | 3,6 | 3,4 | 1,6* | 0,0 | 7,9  |
| 2020-2021 | Saski Baskonia | 34  | 17 | 26,8 | 45,8 | 32,9 | 81,4 | 3,2 | 7,3 | 1,7* | 0,1 | 10,5 |
| 2021-2022 | Fenerbahçe     | 28  | 27 | 28,7 | 38,4 | 33,3 | 73,2 | 3,4 | 4,2 | 1,8  | 0,1 | 7,9  |
| 2022-2023 | Saski Baskonia | 13  | 1  | 23,9 | 43,8 | 25,8 | 80,6 | 2,8 | 6,2 | 1,4  | 0,2 | 9,9  |
| Carriera  | Carriera       | 100 | 63 | 26,4 | 42,5 | 31,5 | 77,5 | 3,3 | 5,3 | 1,7  | 0,1 | 9,0  |

## Palmares

### Squadra
- Campionato spagnolo: 1

Saski Baskonia: 2019-20
- Campionato turco: 1

Fenerbahçe: 2021-22

### Individuale
- All-Eurocup Second Team: 1

UNICS Kazan: 2018-19